# 鄭基恩
鄭基恩為拔萃男書院第十任（現任）校長，亦為該校1983年畢業生，獲晉升為校長前曾任教音樂科及英文科。

## 教育生涯
鄭基恩於美國奧克拉荷馬州浸會大學取得學士學位、伊利諾伊大學及香港大學分別取得音樂碩士和教育碩士學位，其後於香港浸會大學取得學位教師教育文憑。他鄭基恩秉持發展以基督教教義為基礎的全人教育，幫助學生發掘他們獨特之處，從而培育出類拔萃的學生。他推崇整合國際與本地教學法，啟導學生建立自主性，並著重領袖訓練、生涯規劃、基督教信仰及品格教育。

## 公職
現為香港補助學校議會主席、香港演藝學院校董、拔萃女書院校董、香港賽馬會音樂兒童指導委員會成員、香港網球總會副主席以及香港卓越奬學金計劃指導委員會成員。

## 榮譽
2017年，鄭基恩榮獲成長希望基金會頒發公民領袖獎，以及港安醫院慈善基金頒發的Men of Hope奬項。為表揚鄭基恩對教育作出的貢獻，瓦爾基基金會向其頒授國際教師獎，成為全球50位傑出教育家之一。